# 馬克斯·惠特洛克
馬克斯·惠特洛克，OBE（英語：Max Whitlock；1993年1月13日—），英國體操運動員，強項為鞍馬。2012年倫敦奧運獲得鞍馬銅牌，2016年里約奧運更一舉奪下個人全能銅牌、自由體操金牌以及鞍馬金牌，共二金一銅。2020年東京奧運，他再奪鞍馬金牌，蟬聯兩屆奧運體操鞍馬項目冠軍。